# Elda
Elda (en espagnol et en valencien) est une commune de la province d'Alicante, dans la Communauté valencienne, en Espagne. Elle est située dans la comarque du Vinalopó Mitjà et dans la zone à prédominance linguistique castillane. Sa population s'élevait à 54 056 habitants en 2013.

## Géographie

### Localisation

Localisation d'Elda
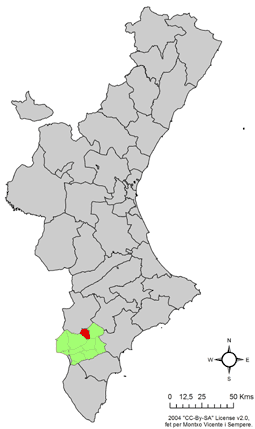
dans la Communauté valencienne.
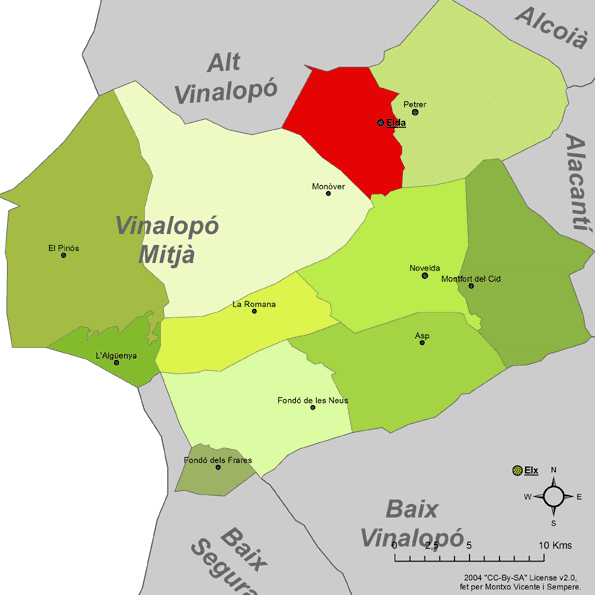
dans la comarque du Vinalopó Mitjà.

La ville est traversée par le fleuve Vinalopó.

### Localités limitrophes
Le territoire municipal de Elda est voisin de celui des communes suivantes :
Monòver, Salinas, Petrer, Novelda et Sax.

## Histoire

### Les Amat - Maison Amat d'Alicante
La maison noble Amat d'Alicante est étroitement liée à Elda et au pays alicantain du Moyen Âge à nos jours.
Elle fait partie du nobiliaire d'Espagne : Casas nobles de España (linajes) Casas Nobles de España.
- Origines

La Maison Amat descend des Comtes d'Empúries et de Roussillon en Catalogne (Comté d'Empúries ; Comté de Roussillon). Amata de Llers (dont le prénom intitula la première lignée Amat signifiant « aimé » ou « aimé de Dieu ») et son époux Bertrand d'Empúries (fils de Gausbert et petit-fils de Sunyer II, comtes d'Empúries et comtes de Roussillon) sont les ancêtres des principales maisons Amat.
- Bernat Amat, seigneur et baron d'Elda

Bernat ou Bernardo Amat (XIIIe siècle) est un chevalier de Catalogne apparenté à Bernat Amat, baron de Claramunt et vicomte de Cardona.
Il est chevalier dans l'armée du roi Jacques Ier d'Aragon et contribue à la victoire d'Orihuela et d'Elda en 1253 durant la Reconquête, On le surnomme alors El Fabuloso et le roi lui offre les terres et le statut de seigneur Baron d'Elda et d'Elx.
- Les Amat d'Alicante

Plusieurs membres de cette famille se sont impliqués jusqu'à nos jours dans l'Église Catholique et dans la vie sociale et politique de la province d'Alicante.
Sous les Bourbons, don Juan Matias Amat a commandé les troupes de cavalerie du roi Philippe V et devint gouverneur du comté d'Elda. Au XIXe siècle Lamberto Amat a été un écrivain et historien du pays alicantain et valencien.
Au XXe siècle, certains Amat d'Alicante ont émigré en France ou en Amérique du Sud pour fuir la pauvreté. Michel Fenasse-Amat, artiste lyrique baryton et auteur-compositeur est un des descendants des Amat d'Alicante émigrés en France.
- Sources et références historiques

José Balari y Jovany, Orígenes históricos de Cataluña (Barcelona, 1898)
Gran Enciclopedia Catalana
Enciclopedias Universidad de Alicante
Diccionario Genealógico de Perceval http://percevales.blogspot.fr/2008/06/amat.html
(es) « Diccionario Genealógico de Perceval »

## Administration
Ayuntamiento de Elda (mairie)

## Patrimoine
- Le Château d'Elda a été construit entre les XIIe et XIIIe siècles ;
- L'église Santa Ana (es) du XIVe siècle.

## Culture
De nombreuses fêtes traditionnelles rythment les saisons : Moros y Cristianos, les Fallas, la Semaine Sainte, la Feria.

## Personnalités liées à la commune
- Antonio Gades (1936-2004), danseur de flamenco et chorégraphe espagnol, époux de la célèbre Marisol[2].

### Source
- (es) Cet article est partiellement ou en totalité issu de l’article de Wikipédia en espagnol intitulé « Elda » (voir la liste des auteurs).